# Instituto Municipal de Cultura, Recreación y Deporte de Zipaquirá
l Instituto Municipal de Cultura, Recreación y Deporte de Zipaquirá (IMCRDZ),  
es un establecimiento público descentralizado de Zipaquirá con  autonomía administrativa, adscrito a la Administración Municipal de Zipaquirá. Es el ente encargado de promover la recreación, el deporte, la cultura, el buen uso de los parques y el aprovechamiento del tiempo libre de todos los habitantes de la ciudad salinera, para formar mejores ciudadanos, enseñar los valores de la sana competencia y mejorar la calidad de vida de la población. 
Durante la administración del Dr. Luis Alfonso Rodríguez Valbuena y bajo la gerencia de Leonardo Rey Onzada, el IMCRDZ inició la implementación del Sistema de Gestión de Calidad. Gracias a esto fue ordenado por programas y proyectos generando una planeación y un modelo de funcionamiento que nunca se había tenido en la entidad.  
Esta entidad es la encargada de la CicloVida, un espacio diseñado para promover los hábitos y estilos de vida saludable.

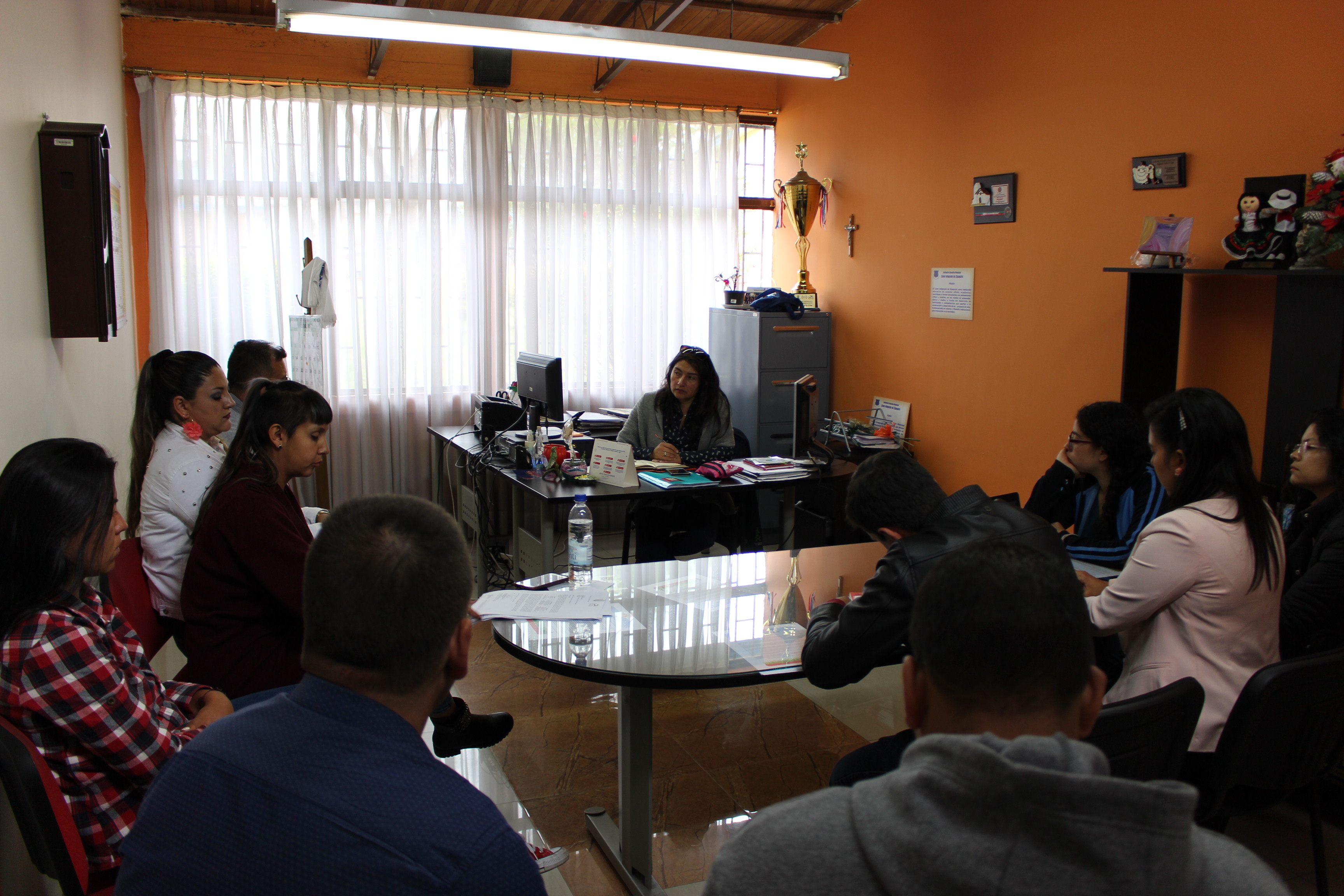
Reunión con rectores

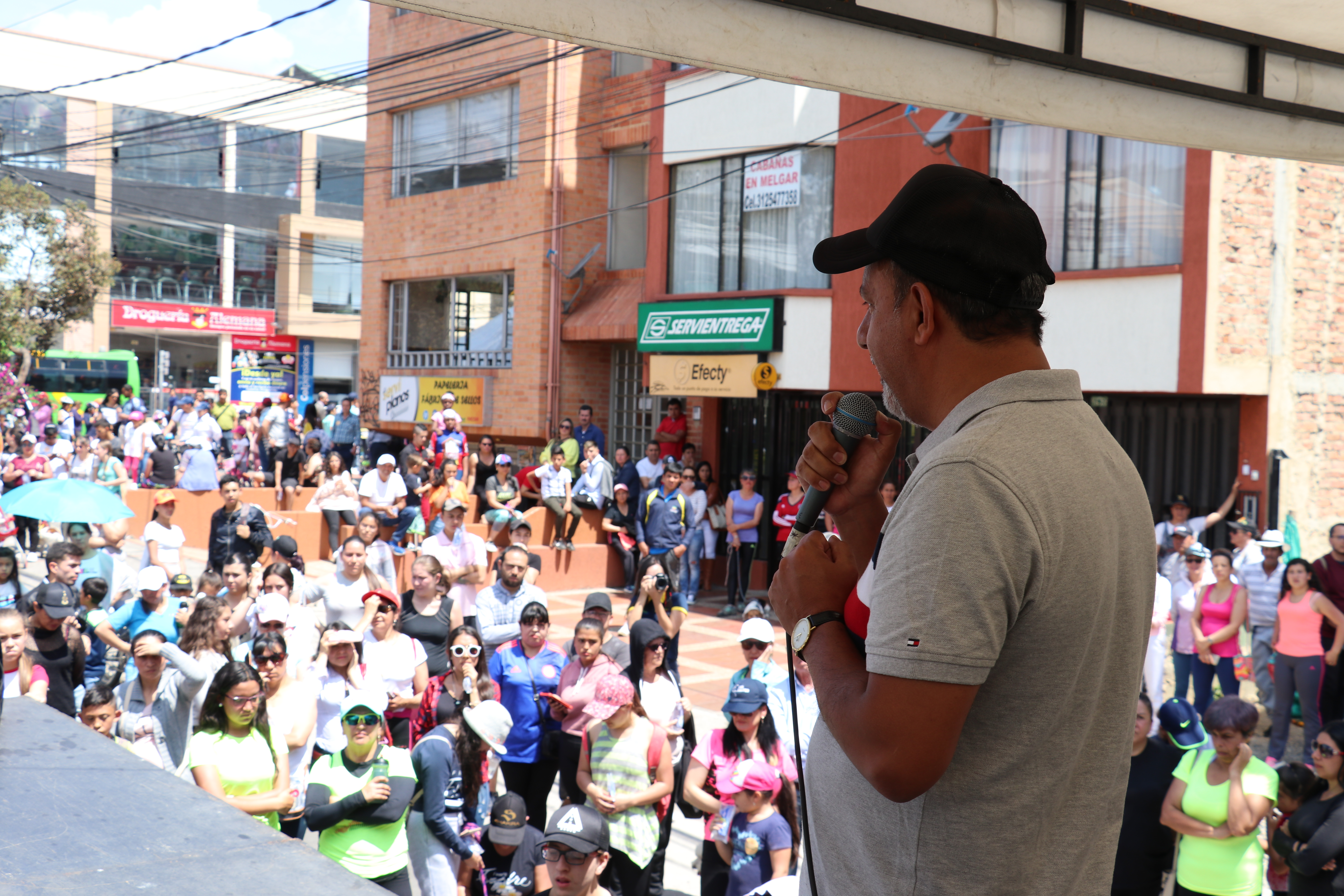
CicloVida

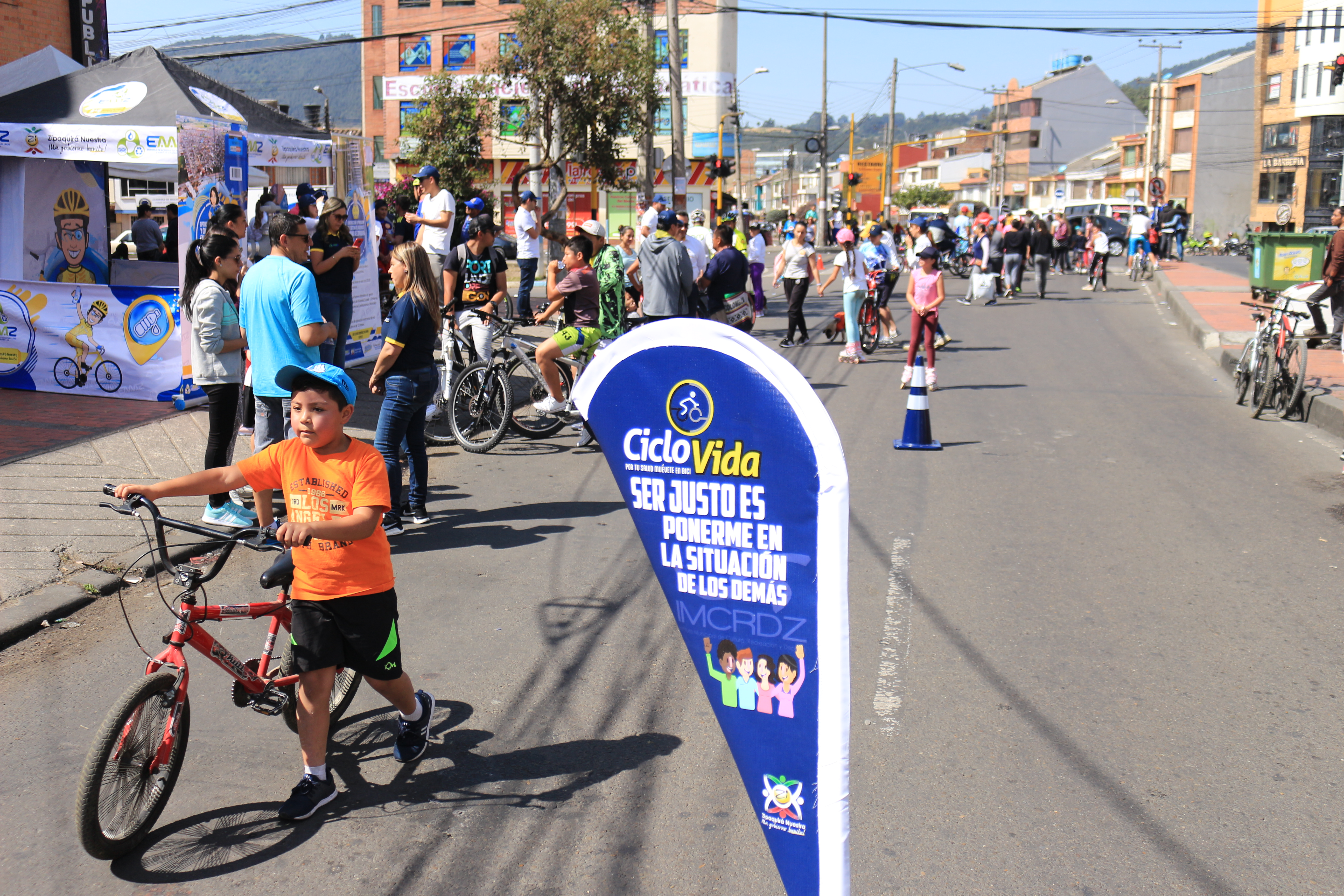
CicloVida

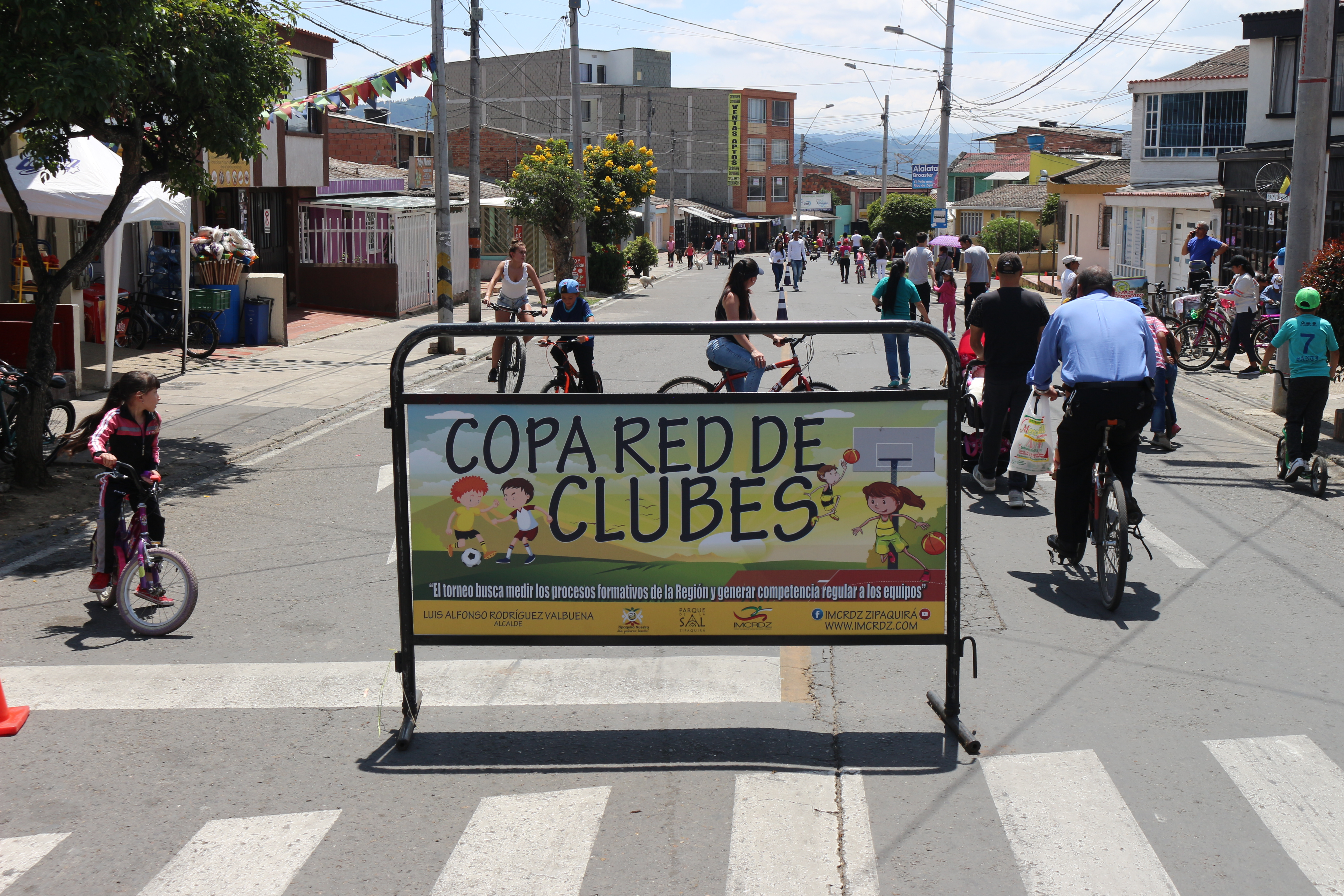
CicloVida

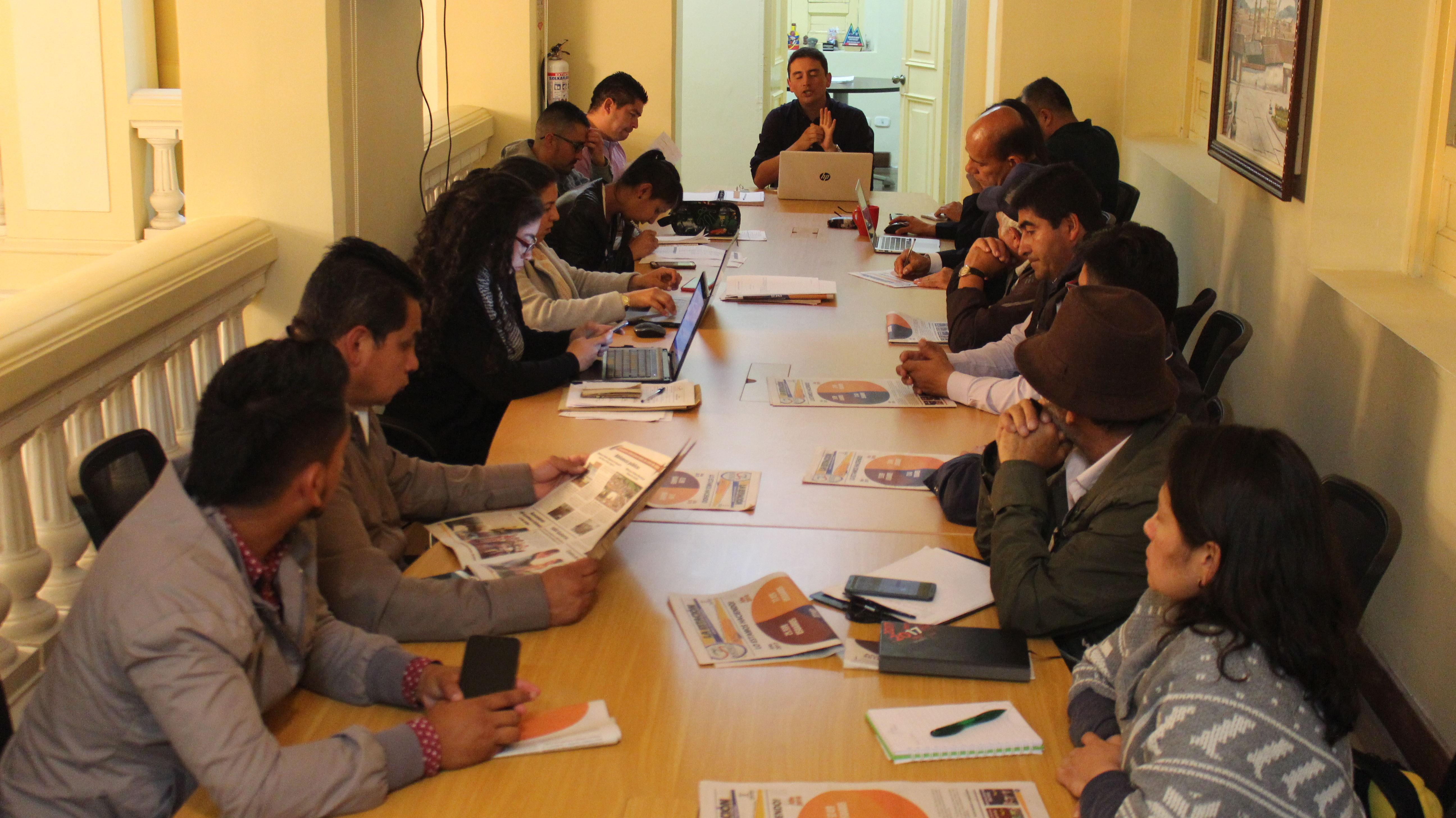
Reunión Presidentes J.A.C

## Misión
Fomentar la cultura y la práctica del arte, el deporte, la actividad física y la recreación, ofertando programas y servicios que contribuyan al reconocimiento de la identidad cultural, el aprovechamiento del tiempo libre, la adquisición de hábitos y estilos de vida saludables, a la reconstrucción del tejido social, así como al mejoramiento de la calidad de vida de los zipaquireños.

## Visión
Ser al 2021 una entidad reconocida en Sabana Centro, por el fomento de la cultura y la práctica artística, deportiva, recreativa y de la actividad física, mejorando la cobertura de nuestros programas y servicios en los diferentes sectores del municipio; coadyudando a la formación de referentes deportivos y culturales, que nos representen a nivel municipal, departamental, nacional e internacional; desarrollando una gestión organizada y articulada con entidades públicas y privadas.  

## Objetivos institucionales
- Promover la identidad y la cultura de Zipaquirá en sus diferentes manifestaciones arquitectónicas, artísticas, míticas, arqueológicas, tradicionales, artesanales y folclóricas; y la gestión de políticas, planes, programas y proyectos para su desarrollo.
- Promover y gestionar planes y programas en materia de deporte, recreación, educación extra-escolar y el aprovechamiento del tiempo libre de conformidad con las disposiciones legales sobre la materia y mediante el fomento, manifestación, desarrollo y práctica del deporte.
- Integrar funcionalmente los organismos, procesos, actividades y recursos del sistema de deporte en el municipio de Zipaquirá.
- Administrar la Biblioteca municipal y promover su utilización con un enfoque de servicio básico y de acceso a la información y la cultura en el ámbito local.

## Política de calidad
Nuestro compromiso es con la comunidad Zipaquireña aportando en la satisfacción de sus necesidades en materia cultural, recreativa, deportiva y de actividad física, gestionando procesos internos en mejoramiento continuo y cumpliendo los requisitos que le apliquen de manera eficiente, eficaz y efectiva.
Luis Alfonso Rodríguez Valbuena - Zipaquirá Nuestra 2016 - 2019

### Escuelas de Formación Deportiva
- Fútbol
- Fútbol de Salón
- Fútbol sala
- Baloncesto
- Voleibol
- Atletismo
- Ciclismo de ruta
- Ciclomontañismo
- Patinaje
- Ajedrez
- Gimnasia
- Tenis de campo
- Tenis de mesa
- Judo
- Taekwondo
- Capoeira
- Karate do

### Deportes
El municipio cuenta con el Estadio Municipal Héctor El Zipa González, con capacidad para 5000 espectadores, en este, el club Fortaleza CEIF jugó sus partidos de local desde la temporada 2013 de la Primera B, también allí el histórico club bogotano Independiente Santa Fe disputa algunos de sus partidos de Copa Colombia; el estadio cuenta con una moderna pista de atletismo construida en 2014. También encontramos el coliseo cubierto Parmenio Cárdenas, donde se disputan encuentros de  baloncesto, voleibol y fútbol sala, este está ubicado junto a la moderna villa deportiva que contiene canchas de tenis y de fútbol sintéticas. 

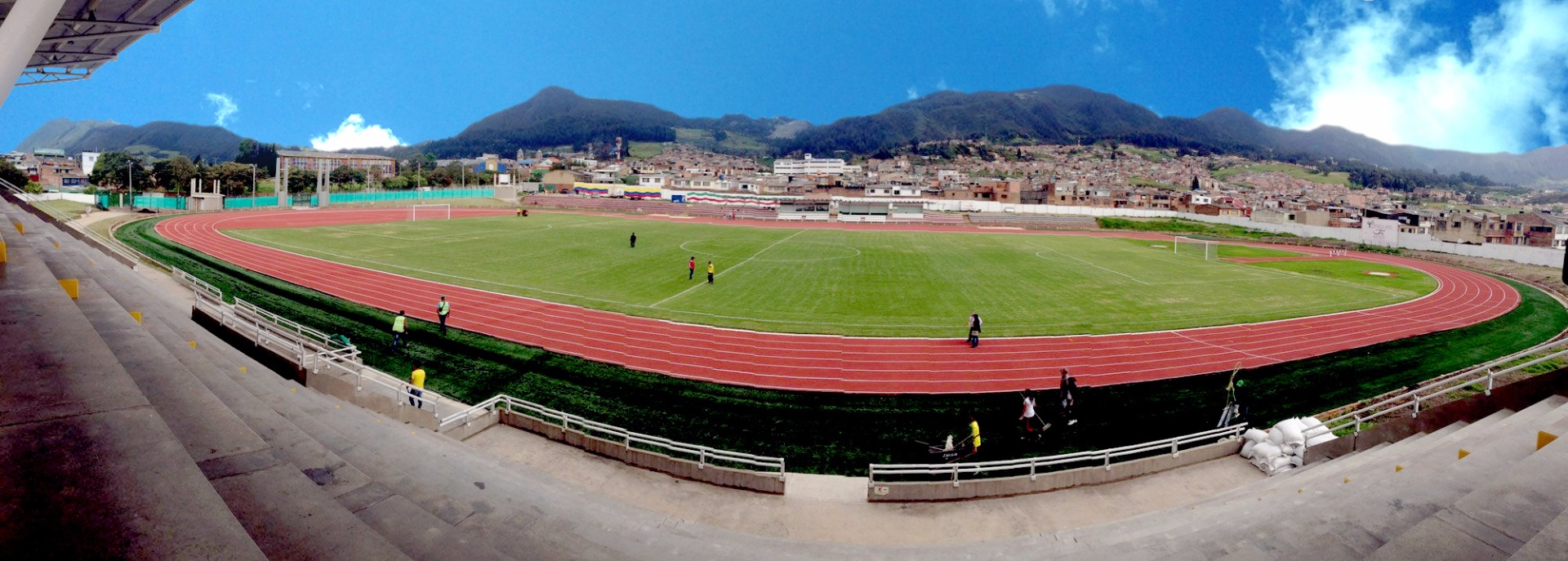
Estadio El Zipa Gonzàlez

### Sede Administrativa Estación del Tren

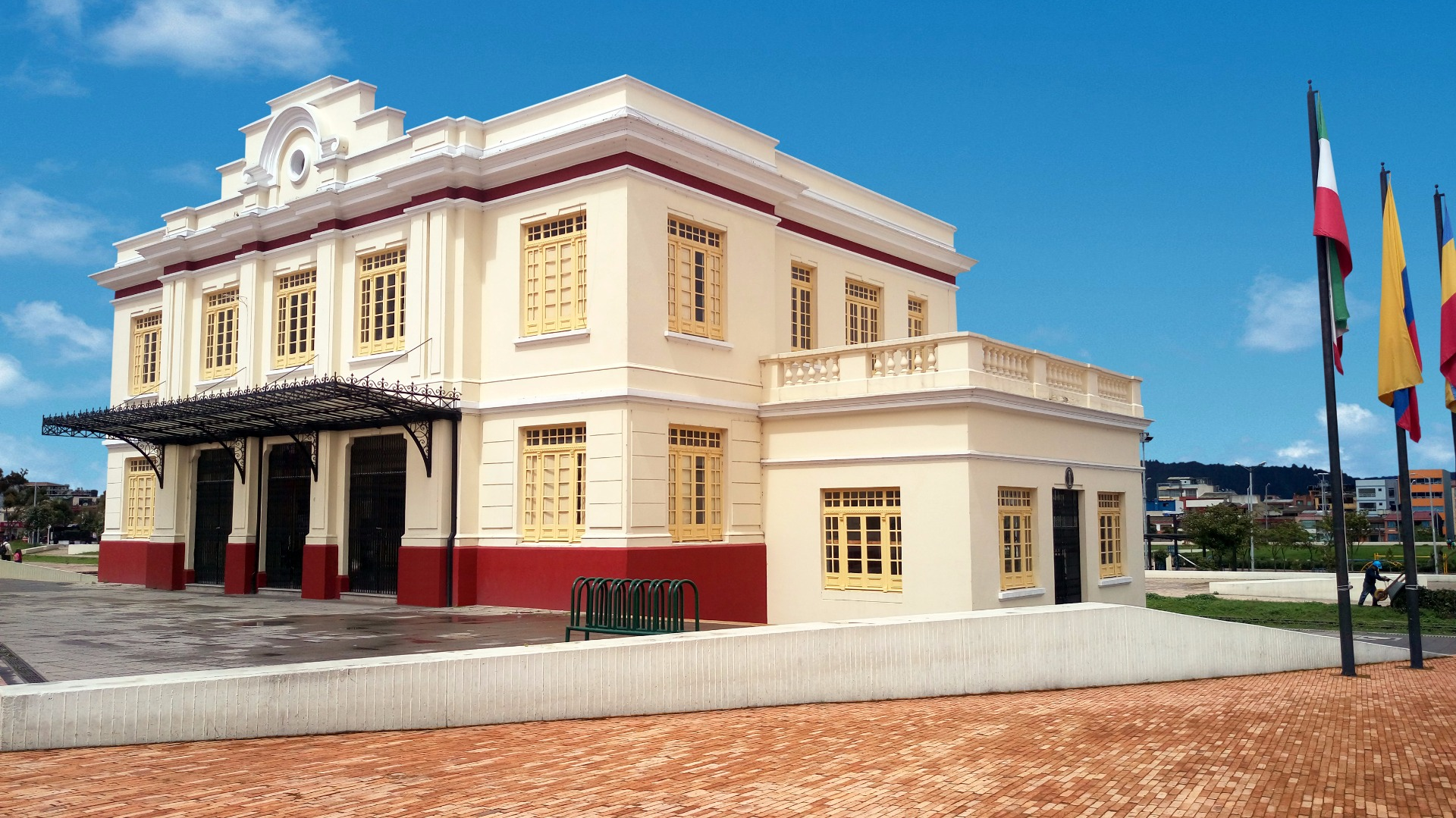
Estación del Tren

### Unidad Deportiva San Carlos

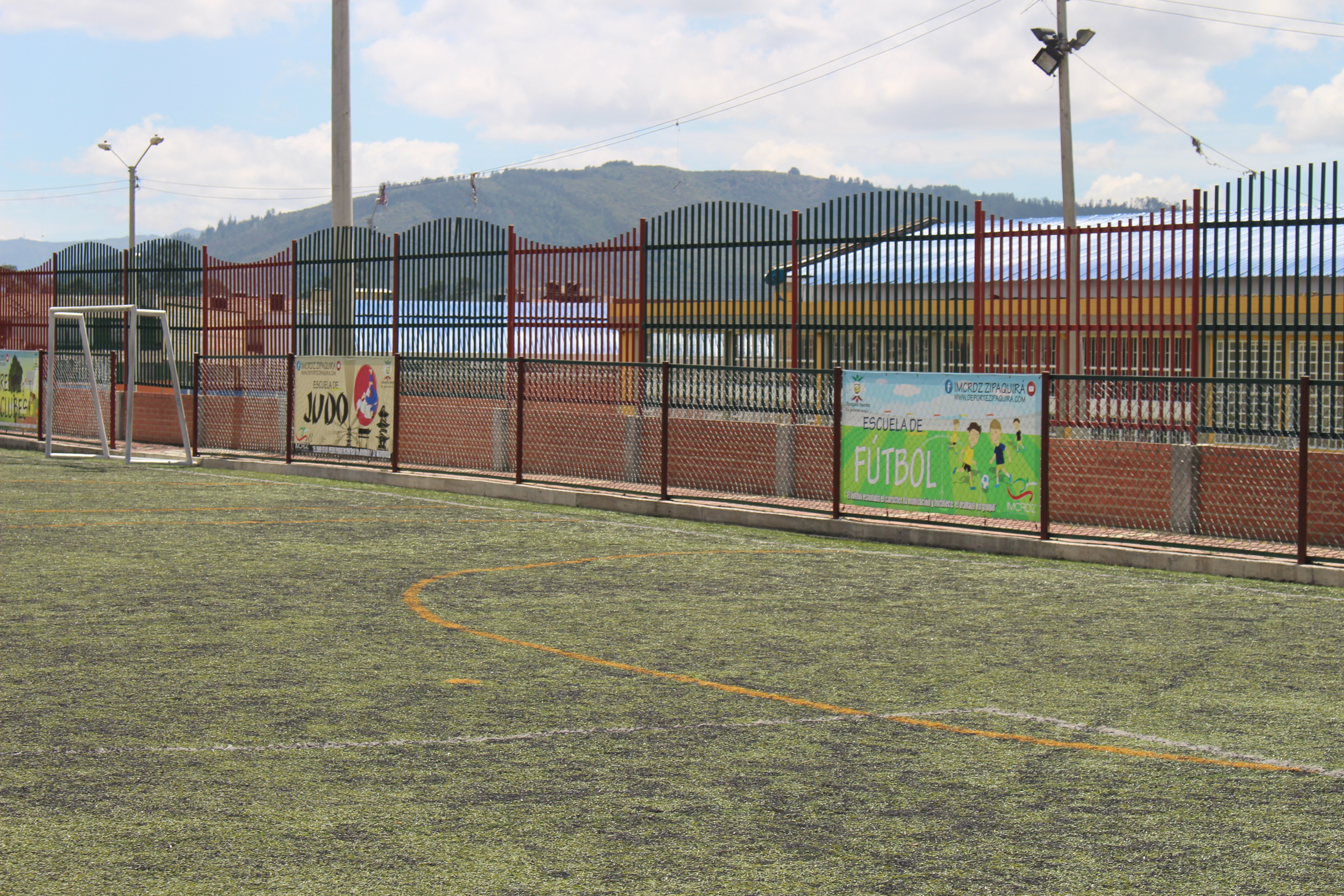
Cancha Sintètica

### Centro Cultural Gabo

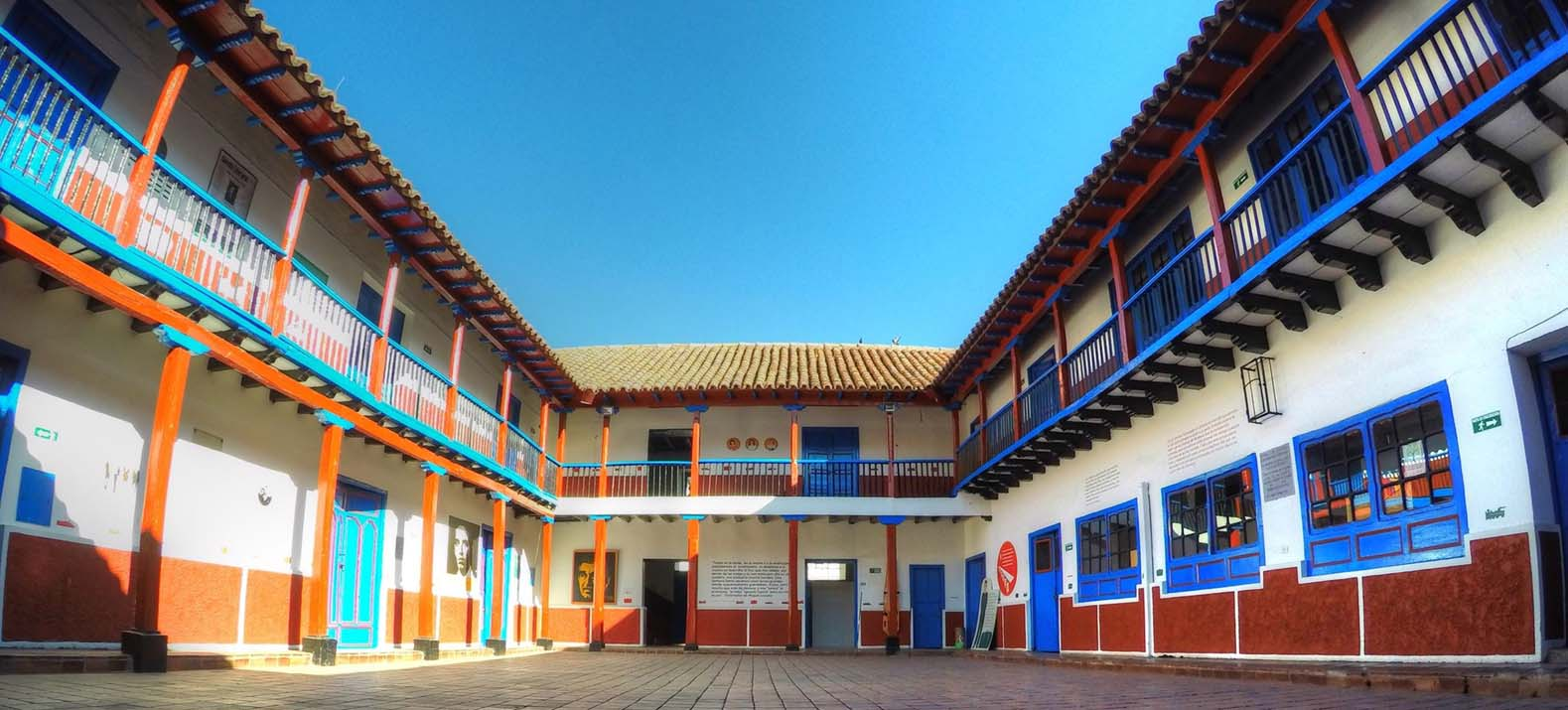
Centro Cultural Casa del Nobel

### Áreas de las Escuelas de Formación Cultural -EFACZ
- Artes populares
- Artes plásticas
- Artes Visuales
- Música
- Danza
- Inclusiòn
- Literatura

### Programa mil guitarras
El programa mil guitarras busca promover la música y la integración ciudadana en torno a la cultura.

### Cobertura de la entidad en el municipio
Cobertura del IMCRD a través de las escuelas deportivas y culrturales con el programa de descentralización de actividades en los barrios de Zipaquirá-Cundinamarca.
| - La Concepción - Centro - Altamira - Cedrales - 1 de Mayo - La Libertad - Los Cambulos - Samaria - San Rafael - Prados del mirador - San Carlos | - Julio Caro - La Fraguita - Las Villas - Algarra III - Algarra II - Algarra I - •Barandillas - Bosques de Silecia - San Isidro - Bolívar 83 - Río Frío | - La Esmeralda - Liberia - El Prado - La Floresta - Comuneros I - Villamarina - Villamaria - Parcelación - Santa Isabel - San Miguel - El Tunal - La Granja | - Pasoancho - Susagua - San Jorge - La Libertad - La Mariela - Villas del Rosario - Samaria - La Granja - Potosí I y II - Zipavivienda - Aposento Alto - Altamira | - Centro - Bosques de Silecia - San Antonio - Villa del Sol - El Rudal - El Codito - Uricia - Estaciòn Salinas - Villa Luz - Moliner - Santa Clara | - América 500 - Villa María - Villa Juliana - San Jorge - Empalizado - El Tejar - Casablanca - Rincón del Zipa - El Portal - Santa Mónica - Argelia - Los Caminos | - Alto del Águila - Páramo del Guerrero - San Gabriel - Parcelación Santa Isabel - La Paz |

## Proyectos IMCRDZ

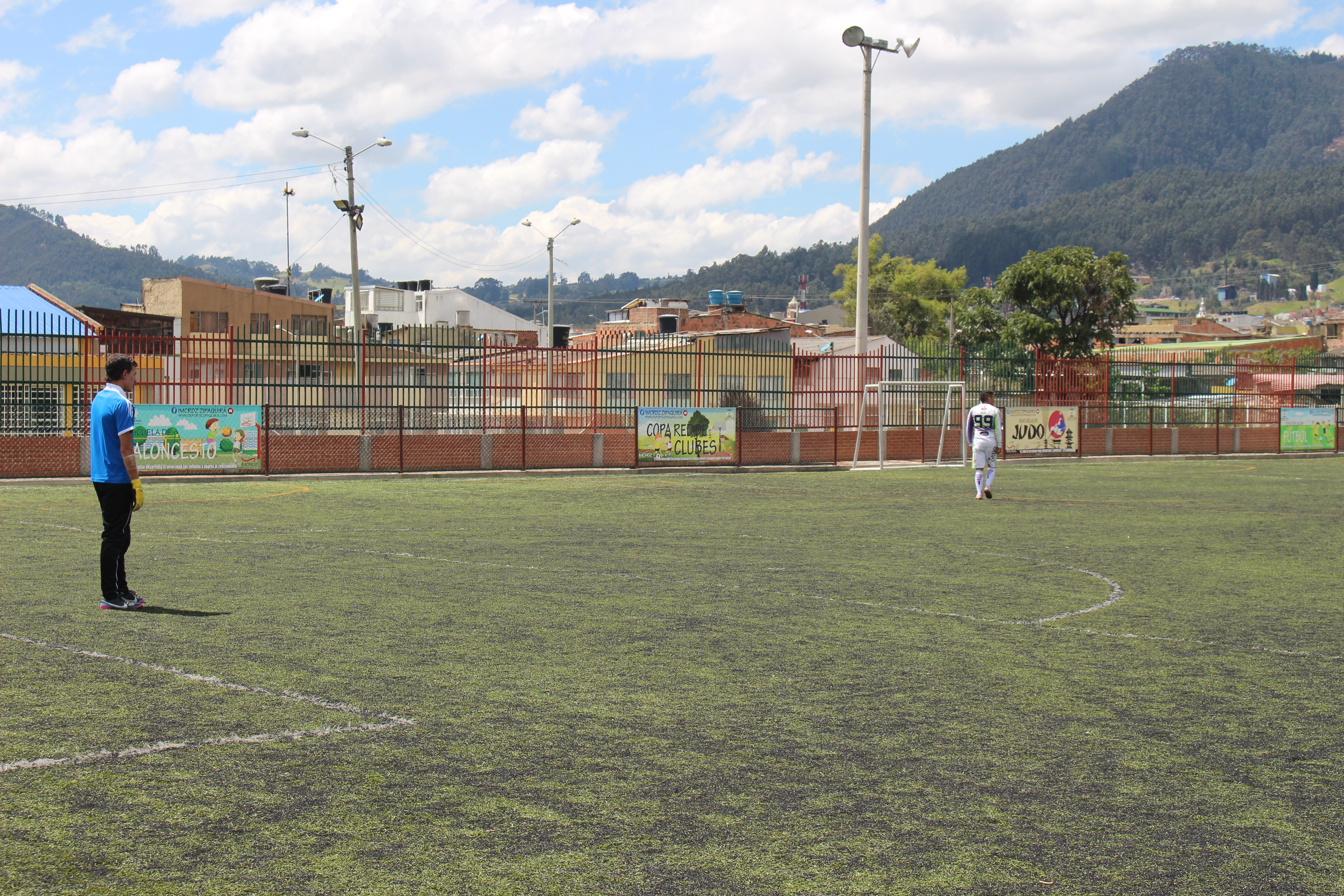
San Carlos

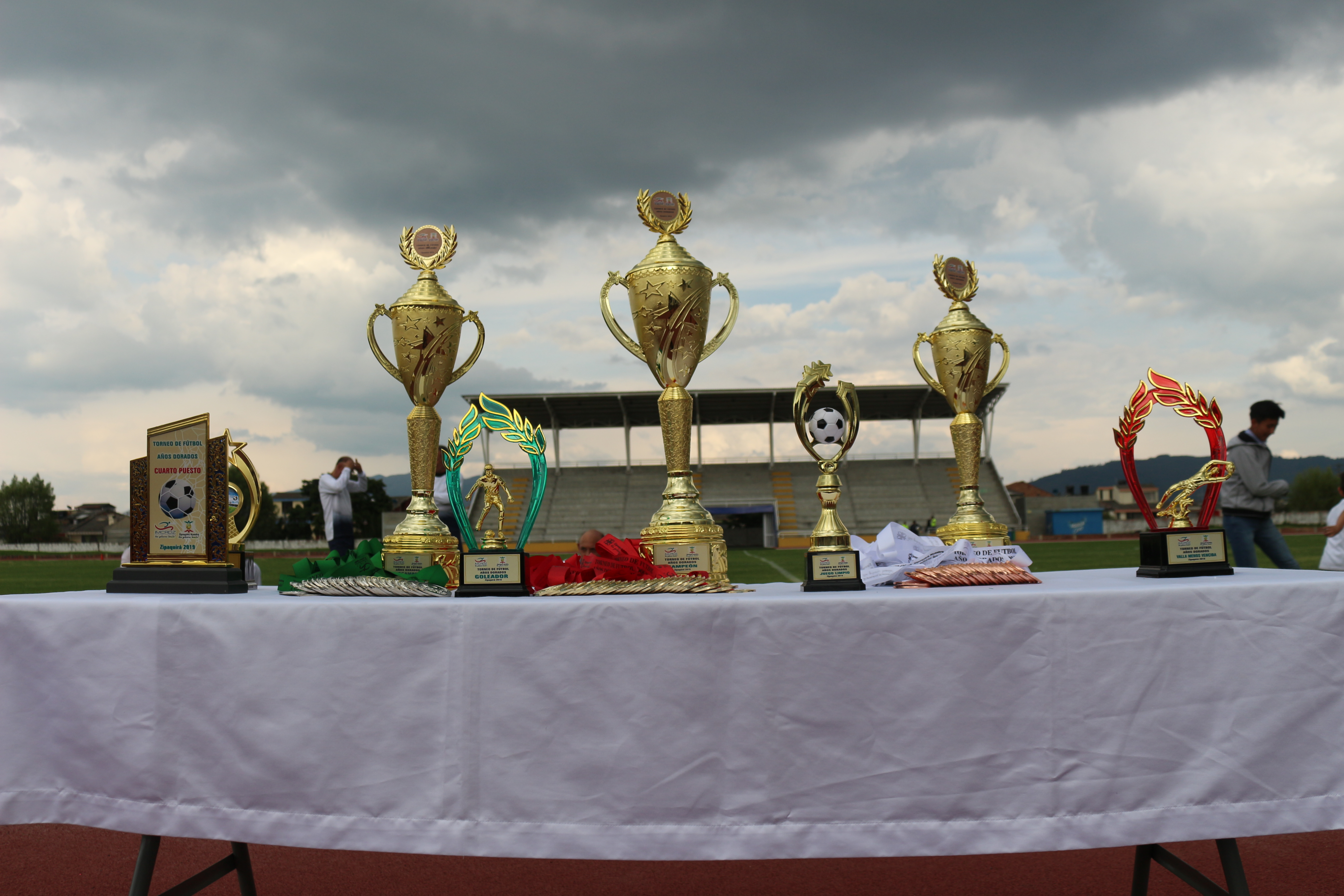
Trofeos Torneo años dorados

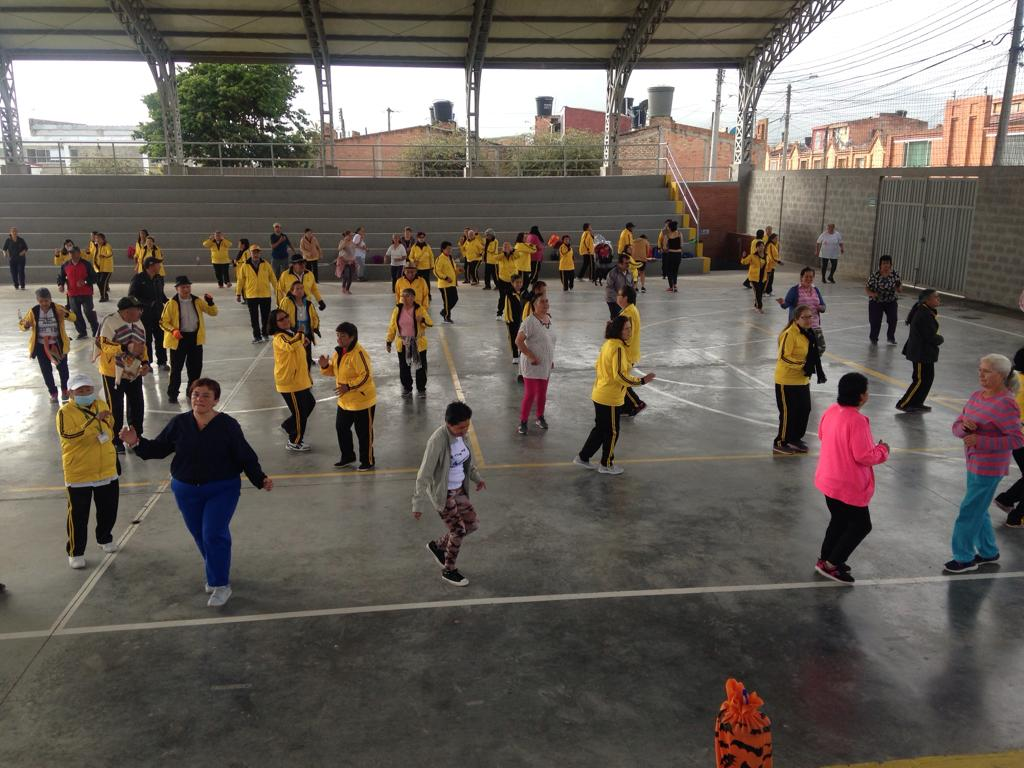
Atención población vulnerable

1.    REVOLUCIÓN CULTURAL PARA TODOS LOS CICLOS DE VIDA
1.1.   ESCUELA DE FORMACIÓN ARTÍSTICA Y CULTURAL

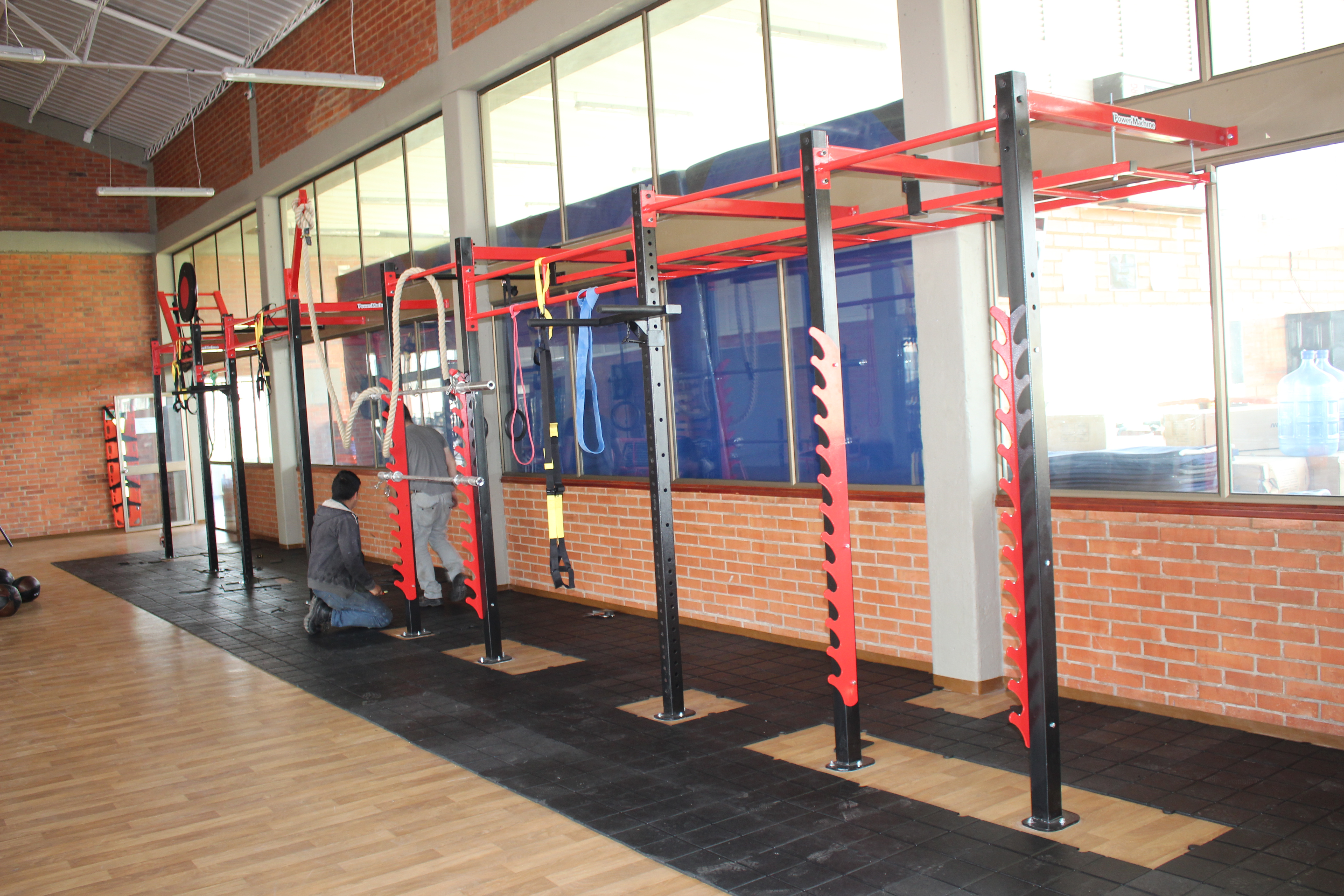
Gimnasio IMCRDZ

1.2.   EVENTOS CULTURALES
1.3.   BIBLIOTECAS PÚBLICAS
1.4.   ACERCAMIENTO DE LA PRIMERA INFANCIA A LAS ARTES
1.5.   MIL GUITARRAS
2.    ZIPAQUIRÁ SALUDABLE, INCLUYENTE Y FELIZ
1.1.   ATENCIÓN A POBLACIÓN VULNERABLE
1.2.   CENTRO DE EDUCACIÓN MOTRIZ 
1.3.   ESTUDIANTES FELICES, ACTIVOS Y SALUDABLES
1.4.   ACTIVIDAD FÍSICA PARA LA SALUD
1.5.   CICLOVIDA
1.6.   EVENTOS RECREATIVOS Y DE LA ACTIVIDAD FÍSICA 
3.    NUESTRO COMPROMISO ES CON EL DEPORTE
1.1.   ESCUELA DE FORMACIÓN DEPORTIVA
1.2.   ORGANISMOS DEPORTIVOS
1.3.   EVENTOS DEPORTIVOS